# Брувно
Брувно (хорв. Bruvno) — населений пункт у Хорватії, у Задарській жупанії у складі громади Грачаць.

## Населення
Населення за даними перепису 2011 року становило 92 осіб.
Динаміка чисельності населення поселення:

## Клімат
Середня річна температура становить 8,66 °C, середня максимальна – 22,97 °C, а середня мінімальна – -7,37 °C. Середня річна кількість опадів – 1192 мм.
| Клімат поселення                              | Клімат поселення | Клімат поселення | Клімат поселення | Клімат поселення | Клімат поселення | Клімат поселення | Клімат поселення | Клімат поселення | Клімат поселення | Клімат поселення | Клімат поселення | Клімат поселення | Клімат поселення |
| Показник                                      | Січ.             | Лют.             | Бер.             | Квіт.            | Трав.            | Черв.            | Лип.             | Серп.            | Вер.             | Жовт.            | Лист.            | Груд.            |                  |
| Середній максимум, °C                         | 5,86             | 7,08             | 10,27            | 14,26            | 19,15            | 22,54            | 22,97            | 22,96            | 18,76            | 14,33            | 8,96             | 5,06             |                  |
| Середня температура, °C                       | −0,75            | 0,45             | 3,67             | 7,63             | 12,53            | 15,92            | 18,21            | 18,18            | 13,99            | 9,56             | 4,20             | 0,28             |                  |
| Середній мінімум, °C                          | −7,37            | −6,17            | −2,96            | 1,01             | 5,90             | 9,29             | 13,45            | 13,42            | 9,23             | 4,81             | −0,56            | −4,49            |                  |
| Норма опадів, мм                              | 87               | 89               | 93               | 100              | 88               | 90               | 65               | 76               | 112              | 126              | 147              | 119              |                  |
| Середньомісячна швидкість вітру, м/с          | 2.12             | 2.28             | 2.46             | 2.42             | 2.22             | 1.96             | 1.92             | 1.82             | 1.94             | 2.08             | 2.30             | 2.38             |                  |
| Середньомісячна сонячна радіація, кДж/м²·день | 4826             | 7416             | 11004            | 15589            | 19596            | 21654            | 23434            | 20482            | 15109            | 9732             | 5268             | 4026             |                  |
| --------------------------------------------- | ---------------- | ---------------- | ---------------- | ---------------- | ---------------- | ---------------- | ---------------- | ---------------- | ---------------- | ---------------- | ---------------- | ---------------- | ---------------- |
| Джерело:                                      |                  |                  |                  |                  |                  |                  |                  |                  |                  |                  |                  |                  |                  |